# Lois (televisieserie)
Lois is een Nederlandse driedelige miniserie uit 2018, uitgezonden door AVROTROS. De serie is gebaseerd op de boekenreeks Lois Elzinga van Simone van der Vlugt met Noortje Herlaar in de hoofdrol.

## Verhaal
Rechercheur Lois Elzinga is werkzaam bij de Alkmaarse politie. Samen met haar team krijgt ze dagelijks te maken met de zwaarste misdaden, waaronder moorden en ontvoering. Lois is na jaren extreem geweld, gewend geraakt aan haar beroep en leeft voor haar politiewerk na het vroege verlies van haar beide ouders. Haar zusje Tessa is de enige vertrouwenspersoon in haar leven. Er is geen ruimte voor andere personen in haar gecontroleerd en veilig leventje totdat een geheim uit Lois verleden ineens komt bovendrijven.

## Rolverdeling
| Acteur               | Personage         |
| -------------------- | ----------------- |
| Noortje Herlaar      | Lois Elzinga      |
| Kay Greidanus        | Nick              |
| Raymond Thiry        | Ramon             |
| Bart Klever          | Fred Klinkenberg  |
| Puck Pomelien Busser | Tessa Elzinga     |
| Ramsey Nasr          | Onno van Zuylen   |
| Steve Hooi           | Silvan            |
| Reinout Bussemaker   | Dhr. Elzinga      |
| Karien Noordhoff     | Mirjam Strijbis   |
| Dragan Bakema        | Roy de Graaf      |
| Ludwig Bindervoet    | Milan Huizinga    |
| Jonathan Huisman     | Wilco Gardenier   |
| Urias Boerleider     | patholoog-anatoom |

## Afleveringen
| Aflevering   | Datum            | Duur       |
| ------------ | ---------------- | ---------- |
| Aflevering 1 | 28 november 2018 | 83 minuten |
| Aflevering 2 | 5 december 2018  | 85 minuten |
| Aflevering 3 | 12 december 2018 | 89 minuten |